# Mary Greene
Pour les articles homonymes, voir Greene.
Mary Greene, C.M., est une religieuse et une enseignante canadienne, originaire de Campbellton, au Nouveau-Brunswick. En 1922, elle est l'une des fondatrices de Congrégation de filles de Marie de l'Assomption, l'une des deux seules communautés religieuses fondées en Acadie. Elle est faite membre de l'ordre du Canada en 1981. Elle meurt le 5 novembre 1998.